# スーパー・バリュー/筋肉少女帯
『スーパー・バリュー/筋肉少女帯』（スーパー・バリュー きんにくしょうじょたい）は、筋肉少女帯がMCAビクター（現：ユニバーサルミュージック）に在籍していた時代の曲を収めたベストアルバム。

## 概要
ユニバーサルミュージックのスーパー・バリュー・シリーズの一つとしてリリースされた。1996年に旧MCAビクターより発売されたベスト盤、『筋少MCAビクター在籍時 BEST&CULT』収録の計14曲から4曲を外し、残った10曲を曲順を変えずに収めている。

## 収録曲
1. 蜘蛛の糸
（作詞：大槻ケンヂ / 作曲：大槻ケンヂ, 筋肉少女帯 / 編曲：筋肉少女帯）
2. 香菜、頭をよくしてあげよう
（作詞：大槻ケンヂ / 作曲：本城聡章, 筋肉少女帯 / 編曲：筋肉少女帯）
3. 体育祭
（作詞：森若香織 / 作曲：本城聡章, 筋肉少女帯 / 編曲：筋肉少女帯）
4. 星座の名前は言えるかい
（作詞：大槻ケンヂ / 作曲：本城聡章, 筋肉少女帯 / 編曲：筋肉少女帯）
5. ハッピーアイスクリーム
（作詞：大槻ケンヂ / 作曲：内田雄一郎, 筋肉少女帯 / 編曲：筋肉少女帯）
6. 1,000,000人の少女
（作詞：大槻ケンヂ / 作曲：橘高文彦, 筋肉少女帯 / 編曲：筋肉少女帯）
7. 望みあるとしても（ノゾミ・カナエ・タマエ完結編）
（作詞：大槻ケンヂ / 作曲：大槻ケンヂ, 筋肉少女帯 / 編曲：筋肉少女帯）
8. リルカの葬列
（作詞：大槻ケンヂ / 作曲：大槻ケンヂ, 筋肉少女帯 / 編曲：筋肉少女帯）
9. 散文詩の朗読
（作詞：大槻ケンヂ）
10. トゥルー・ロマンス 〜シングル・バージョン〜
（作詞：大槻ケンヂ / 作曲：本城聡章, 筋肉少女帯 / 編曲：筋肉少女帯）